# 소야미사키 등대

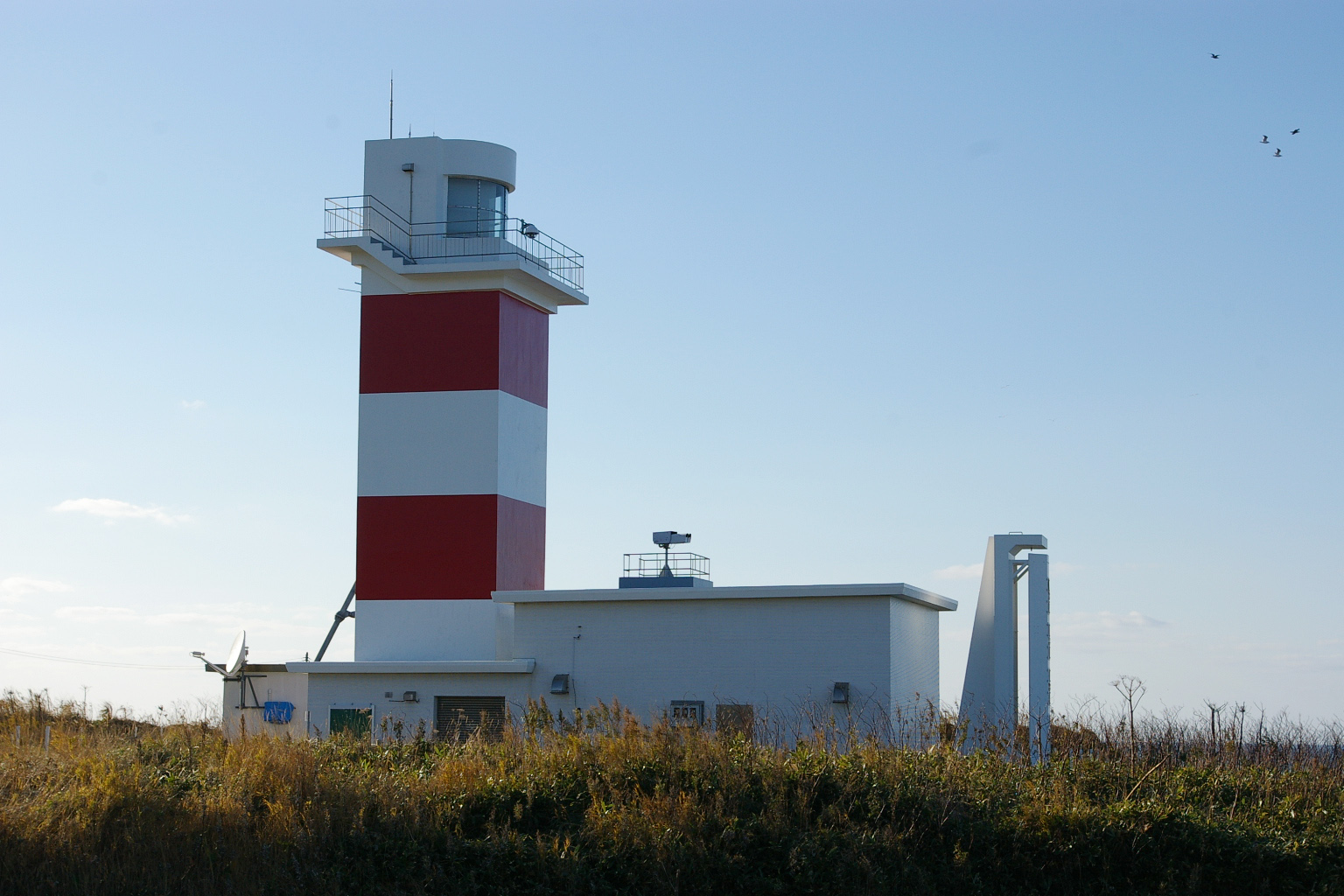
소야미사키 등대

소야미사키 등대(일본어: 宗谷岬灯台)는 일본 홋카이도 왓카나이시 소야곶에 있는 등대다. 일본 정부가 관리하는 등대로서는 일본 최북에 위치한다. 일본 등대 50선에 등재되어 있다. 소야 해협의 항로를 지키는 중요한 역할을 하고 있다.